# Иммерсионная литография
Иммерсионная литография (англ. Immersion lithography) — в фотолитографии для микроэлектроники — способ повышения разрешающей способности за счёт заполнения воздушного промежутка между последней линзой и плёнкой фоторезиста жидкостью с показателем преломления более 1 (метод иммерсии). Угловое разрешение увеличивается пропорционально показателю преломления. Современные литографические установки используют в качестве жидкости высокоочищенную воду, позволяя работать с техпроцессом менее 45 нм. Системы с использованием иммерсионной литографии выпускаются
лишь ASML, Nikon и Canon. Улучшением данной технологии можно считать методику HydroLith, в которой измерения и позиционирование производится на сухой пластине, а экспонирование — на «мокрой».

## Преимущества иммерсионной литографии
В системах с воздушным зазором имеются ограничения увеличения разрешения (невозможность увеличения Числовой апертуры). При помощи иммерсионной жидкости можно увеличить показатель преломления пространства между линзой и объектом, увеличив тем самым апертуру. Так, вода в системе, работающей на ультрафиолетовом свете с длиной волны 193 нм (ArF), имеет показатель 1.44.
Разрешение оборудования увеличивается на 30-40 % (точное значение зависит от материалов).

## Перспективы технологии
В 2010 году был достигнут техпроцесс 32 нм с использованием иммерсионной литографии; продолжаются эксперименты по работе с 22нм. Теоретически возможно использование иммерсионной литографии вплоть до техпроцесса 11 нм.
Согласно данным, подготовленным RealWorldTech к 2009 году иммерсионная литография использовалась практически повсеместно при производстве микросхем по наиболее тонким техпроцессам.